# Born This Way Foundation
La Born This Way Foundation è una organizzazione nata nel 2012 dall'artista e attivista americana Lady Gaga e da sua madre, Cynthia Bissett Germanotta.
La fondazione si impegna a sostenere il benessere dei giovani e a lavorare con loro per, secondo il loro slogan "rendere il mondo più gentile e coraggioso".
La fondazione dà priorità alla salute mentale e al benessere dei giovani lavorando per promuovere la gentilezza e conversazioni aperte e oneste sulla salute mentale, convalidando le emozioni dei giovani e sradicando in loro lo stigma intorno alla salute mentale.

## Genesi e sviluppo
Già nel documentario "Inside the Outside" del 2010, Lady Gaga ha descritto come lei stessa sia stata vittima di bullismo durante la sua adolescenza, venendo gettata in un bidone della spazzatura mentre i compagni di classe guardavano. La cantante condivide spesso le sue esperienze personali con il pubblico e ha sempre sperato di "stabilire uno standard di coraggio e gentilezza, nonché una comunità in tutto il mondo che protegga nei confronti del  bullismo e dell'abbandono.
In un'intervista alla PBS, Cynthia Germanotta ha dichiarato che Lady Gaga è stata vittima di bullismo in tenera età e successivamente ha sviluppato ansia e depressione, lottando con questi disturbi durante gli anni del college. Quando la sua carriera è decollata, ha parlato apertamente dei suoi problemi di salute mentale e dell'importanza della gentilezza. Nel 2016, Lady Gaga ha discusso dell'importanza della gentilezza e della compassione all'84a Conferenza annuale dei sindaci degli Stati Uniti a Indianapolis, per parlare del tema.
Nel novembre 2018, Lady Gaga ha accettato l'Artists Inspiration Award della SAG-AFTRA dove, in un discorso di 25 minuti, ha condiviso le sue lotte per la salute mentale,  ha sostenuto risorse per la salute mentale più forti nel settore chiedendo a SAG-AFTRA di collaborare con la fondazione.

## Storia
L'organizzazione è stata  ufficialmente fondata il 29 febbraio 2012 dall'artista Lady Gaga e da sua madre Cynthia Germanotta, che hanno dichiarato: "sfidare la meschinità e la crudeltà ispirando i giovani a creare un sistema di supporto nelle rispettive comunità". 
All'inaugurazione parlarono anche la conduttrice televisiva Oprah Winfrey, lo scrittore Deepak Chopra e la Segretaria alla Salute e ai Servizi Umani degli Stati Uniti Kathleen Sebelius, che gli conferì l'appoggio del governo, guidato dal Partito Democratico.
Il finanziamento della fondazione originariamente era di $ 1,9 milioni da Lady Gaga,  500 000 $ dalla John D. and Catherine T. MacArthur Foundation e  850 000 $ dal rivenditore Barneys di New York.
Nel 2018, la Born This Way Foundation ha ricevuto il premio Girls Inc. Champion For Girls Award e il premio "Global Changemakers" di Children Mending Heart. Nello stesso anno, la co-fondatrice della fondazione Cynthia Germanotta è stata invitata a parlare all'Assemblea Generale delle Nazioni Unite a nome dell'organizzazione per discutere di salute mentale e lanciare una nuova iniziativa "Uniti per la salute mentale globale".

## Campagne pubblicitarie

### Dom Perignon
Gaga ha collaborato con la casa di Champagne Dom Pérignon per rilasciare un'edizione limitata di bottiglie insieme a una scultura da lei disegnata. La campagna, pubblicata il 6 aprile 2021, è stata scattata da Nick Knight, ed è stata descritta come una "celebrazione del superamento dei confini della creazione, della reinvenzione costante e della dedizione".

### Channel Kindness
Il 15 settembre 2016, la Born This Way Foundation ha lanciato un nuovo programma chiamato Channel Kindness, che è stato progettato "per dare ai giovani una voce in un panorama mediatico che troppo spesso ignora o travisa i giovani". Nel creare questo programma, la Born This Way Foundation ha riconosciuto l'assenza di storie positive nei media di oggi.

### Multiply Your Good
In onore della Giornata Mondiale della Gentilezza nel 2018, la Born This Way Foundation ha annunciato il lancio della #MultiplyYourGood Channel Kindness Challenge. Con il sostegno di Zappos, la campagna ha invitato le persone a celebrare il loro potere di fare la differenza facendo volontariato o donando a un'organizzazione no-profit nella loro comunità. Per ogni atto di bene compiuto durante la sfida, BTWF si è impegnata a "moltiplicarlo" compiendo un atto di bene per uno dei partner senza scopo di lucro dell'organizzazione.

### Le ricerche
La fondazione è inoltre attiva per quanto riguarda le ricerche: esse comprendono gli "studi sulla salute mentale giovanile in America", i "diari online sulla salute mentale,  e la "ricerca sulle esperienze coraggiose".